# فرنسيس هوبكينسون سميث
فرنسيس هوبكينسون سميث (بالإنجليزية: Francis Hopkinson Smith)‏ (23 أكتوبر 1838، بالتيمور في الولايات المتحدة - 7 أبريل 1915، نيويورك في الولايات المتحدة)؛ رسام، مهندس، كاتب وروائي أمريكي.

## روابط خارجية
- فرنسيس هوبكينسون سميث على موقع قاعدة بيانات برودواي على الإنترنت (الإنجليزية)